# Ioánnis Sofianópoulos
 (octobre 2020).
Si vous disposez d'ouvrages ou d'articles de référence ou si vous connaissez des sites web de qualité traitant du thème abordé ici, merci de compléter l'article en donnant les références utiles à sa vérifiabilité et en les liant à la section « Notes et références ».
Ioánnis Sofianópoulos (en grec moderne : Ιωάννης Σοφιανόπουλος 1887 - 27 juillet 1951) est un homme politique grec, chef du Parti agraire.
Né à Sopoto, Kalávryta, fils de l'avocat Andréas Sofianópoulos et d'Athiná Papageorgíou, il est élu député de la circonscription de Serres lors des élections grecques de 1933, représentant le Parti paysan. Il sert deux fois comme ministre des Affaires étrangères de la Grèce entre 1945 et 1946. De 1950 à 1951, il est de nouveau membre du Parlement, représentant l'Alignement démocratique.

## Publications
- Étude économique et politique sur les États des Balkans et sur l'Europe centrale et orientale, Athènes 1927
- Études géographiques, politiques et géo-économiques sur le bassin du Danube, la péninsule balkanique et de la Méditerranée orientale